# جک بارتام
جک بارترام (انگلیسی: Jack Barthram؛ زادهٔ ۱۳ اکتبر ۱۹۹۳) بازیکن فوتبال اهل بریتانیا است.
از باشگاه‌ هایی که در آن بازی کرده‌است می‌توان به باشگاه فوتبال بارو، باشگاه فوتبال تاتنهام هاتسپر، باشگاه فوتبال چلتنهام تاون، و باشگاه فوتبال سوئیندون تاون اشاره کرد.